# Rechut !
 (janvier 2017).
Si vous disposez d'ouvrages ou d'articles de référence ou si vous connaissez des sites web de qualité traitant du thème abordé ici, merci de compléter l'article en donnant les références utiles à sa vérifiabilité et en les liant à la section « Notes et références ».
Albums de Plume Latraverse
Plumonymes
Rechut ! est un album de Plume Latraverse, paru en 2016.

## Liste des titres
| 1.    | Comimida corrida                                                                               | 2:55 |
| 2.    | L'Albatros (texte de Charles Baudelaire)                                                       | 1:51 |
| 3.    | Vers de laine (Tricotage sur 2 poèmes de Paul Verlaine : La Lune blanche et Impression fausse) | 2:29 |
| 4.    | Quand on dort… (Pelures de rêve)                                                               | 3:57 |
| 5.    | Monde fatal                                                                                    | 4:19 |
| 6.    | Le Noctambule égaré                                                                            | 2:49 |
| 7.    | Souvenir archangélique                                                                         | 4:44 |
| 8.    | Vieux Os !                                                                                     | 2:39 |
| 9.    | L'Hôtellerie de la Lune (Peau d'âme)                                                           | 2:02 |
| 10.   | Enwèye Emma!                                                                                   | 2:57 |
| 11.   | L'Épanouisseur                                                                                 | 3:35 |
| 12.   | Survivre                                                                                       | 1:41 |
| 13.   | Le Chemain                                                                                     | 3:19 |
| 14.   | Irrémédiablerie                                                                                | 2:00 |
| 41:26 |                                                                                                |      |